# Dora the Explorer
Dora the Explorer (br: Dora, a Aventureira / pt: Dora, a Exploradora) é uma animação produzida pela Nickelodeon Animation Studios. O primeiro episódio da série foi ao ar em 1999 porém tornou-se uma série regular a partir de 2000.
O desenho tem caráter educativo e apresenta as aventuras de Dora e seu amigo o macaco Botas que frequentemente falam com o telespectador e sempre viajam ajudando seus amigos e ensinando os telespectadores a falarem espanhol (inglês, nas versões dubladas em português) com cada episódio seguindo sempre a mesma estrutura. Esse foco de um desenho pré-escolar com episódios no mesmo formato e personagens falando com telespectadores se tornou popular sendo usado em muitos outros desenhos pré-escolares em anos seguintes.
Alguns profissionais ligados a necessidades educativas especiais recomendam esse desenho para crianças com autismo, devido aos apoios visuais durante toda a comunicação dos personagens com a criança espectadora.
No Brasil, a série começou a ser exibido pela Nickelodeon (em canal fechado) no bloco Nick Jr e depois no próprio canal Nick Jr.. Na televisão aberta já foi transmitido pela RedeTV! no programa TV Clubinho entre 2006 e 2007, transmitindo apenas as duas primeiras temporadas. Posteriormente o programa retornou ao ar em rede aberta pela TV Cultura em 2009, transmitindo apenas episódios da 3ª, 4ª e 5ª temporada, posteriormente tendo se aderido ao programa Quintal da Cultura. No dia 13 de julho de 2015 a TV Cultura adquiriu e transmitiu os episódios restantes da série. Desde 2019, é exibido, para o estado do Amazonas, pela TV A Crítica e Inova TV (afiliada à RedeTV!), ambas da Rede Calderaro de Comunicação, devido a um acordo com a Nickelodeon, junto com outros desenhos do canal.
Em Portugal a série começou a ser exibida pela Nickelodeon Europa no bloco Nick Jr., (na altura, Portugal recebia este sinal do canal), depois o desenho começou a ser exibido na RTP2 no programa Zig Zag. Logo após, a estreia do canal Nickelodeon em português europeu, o programa passou a ser exibido neste. Na estreia do Kid Kanal da TVI começou a ser exibido neste e mais tarde no bloco Animações. Em Outubro de 2015 o Panda adquiriu a série para ser exibida em novembro. Depois, com o lançamento do novo canal irmão infantil do Nickelodeon em Portugal, Nick Jr., no dia 2 de novembro de 2017, também foi exibido nesse canal.
A série também foi vendida em DVD no Brasil e já foi lançado um "Pack: Dora, a aventureira" com dois DVDS tendo no total 8 episódios outros 2 DVDS também foram lançados.

## Estrutura dos episódios
Cada episódio segue sempre um padrão regular, com algumas variações, em termos de enredo e lugares.
- Os episódios sempre começam com Dora e um amigo (geralmente Botas) se apresentando até um problema ocorrer e eles precisarem viajar para resolverem o problema.
- Dora pede para que o telespectador chame o mapa. Ele sai e canta sua música (que geralmente é encurtada em alguns episódios) e mostra 3 lugares dos quais Dora tem que percorrer (com algumas exceções em alguns episódios) sendo que o último é o destino final de Dora.
- Durante o percurso, Dora e Botas muitas vezes encontram problemas pelos caminhos e pedem ajuda aos telespectadores para resolvê-los ou encontrá-los.
- Ao chegarem em um dos lugares, Dora e Botas passam por um desafio para atravessá-lo, sempre com a ajuda do telespectador e após resolvê-lo o Trio aparece comemorando sua vitória.
- Sempre ao saírem de algum local, Dora pergunta ao telespectador para onde eles vão e ela espera um pouco aguardando a resposta.
- Durante o caminho geralmente aparece uma pessoa, animal ou até mesmo objeto que falam inglês e que somente Dora consegue compreendê-los. Ela pede ajuda ao telespectador traduzindo o que a pessoa diz para resolver o problema.
- Em qualquer parte do caminho, Raposo pode aparecer e tentar roubar o objeto de alguém. Dora pede ao telespectador para falar "Raposo não pegue!" 3 vezes para impedi-lo de roubar. Quando é impedido, Raposo estala os dedos falando "Puxa vida!" e vai embora (sofrendo às vezes uma punição por acaso), mas quando não é impedido (por falta de tempo) ele pega o objeto e o joga bem longe para que ninguém o ache. Quando isso acontece, Dora pede outra vez ajuda aos telespectadores para achá-lo.
- Também quando é preciso de algum objeto do qual Dora e Botas não tem em suas mãos para resolver um problema, Dora pede para que o telespectador chame a mochila. Do mesmo jeito que o mapa, a mochila canta uma música (que geralmente é encurtada em alguns episódios) e depois pede ajuda ao telespectador para achar o objeto que a Dora quer no meio de vários.
- Finalmente ao chegarem no local do qual eles queriam ir, Dora, Botas e os personagens que apareceram no episódio cantam comemorando "Conseguimos!" e vão recapitulando o trajeto percorrido.
- Após terminarem a viagem, Dora, Botas e o acompanhante do episódio aparecem juntos no final e perguntam ao telespectador qual foi a sua parte favorita do passeio e eles esperam um pouco aguardando a resposta, depois Dora, Botas e o acompanhante dizem suas partes favoritas e se despedem.

## Personagens

### Principais
- Dora Marquez  - É a personagem principal, uma jovem menina de 8 anos que está sempre em viagens a cada episódio. Ela é uma menina com ascendências latinas, que sempre ensina os telespectadores a língua inglesa (na dublagem original é espanhol), introduzindo-lhes palavras e frases curtas no idioma. Está sempre a pedir aos telespectadores (interpretado como uma seta de um mouse) para ajudá-la nas aventuras, como para onde deve ir ou dar força para ela fazer algo. Dora tem uma visão positiva dos personagens que ela conhece, até mesmo de Raposo, que embora ele esteja sempre a roubar coisas dela e de seus amigos. Ela também adora muito sua família, seus pais, primos, e também sua avó Grandma que lhe inspirou a ser uma exploradora aventureira, embora passe pouco tempo dentro de casa. Dora tem como melhor amigo o macaco Botas, que está sempre a acompanhando nas suas aventuras. Carrega uma mochila falante nas costas capaz de guardar qualquer coisa, e também um mapa falante dentro da mochila.
- Botas (Boots) - O macaco Botas, que Dora encontrou um dia na floresta, é seu melhor amigo. Ele é simpático e entusiasmado, e normalmente usa suas botas vermelhas, daí o seu nome. Ele é azul com a barriga amarela. Seus pais são semelhantes, com variações nos olhos, roupa, altura e pele. Botas está presente com Dora na maioria de suas aventuras, e ele a ajuda a resolver enigmas. Ele também gosta de beisebol e está na equipe de Dora. Ele gosta de andar em Red, o caminhão de bombeiros. Botas é atlético e energético. Ele realiza uma série de acrobacias, flips, cambalhotas e piruetas ao longo do caminho até seu destino. Seu peso leve também o faz fácil de transportar, mesmo para Dora. Dora muitas vezes atua como a voz da razão. Botas gosta de muitas coisas. O mais importante, porém, é que Botas ama Dora, tal como ele expressa em inúmeros episódios.
- Raposo (Swiper) - Raposo é uma raposa que usa máscara azul e luvas, é o antagonista da série e aparece em quase todos os episódios. Raposo só rouba ou tenta roubar itens-chave que ajudam Dora em suas aventuras. Para evitar que Raposo pegue suas coisas, Dora deve dizer a frase: "Raposo, não pegue!". Normalmente, ela consegue impedi-lo de roubar seus itens, e Raposo vai para longe, estalando os dedos e dizendo: "Puxa vida!". Às vezes, no entanto, ele pega o item antes que Dora diga a frase. Raposo nunca parece realmente desejar o objeto que ele rouba, já que ele joga o objeto fora ou o esconde de Dora. Ele vive em uma toca em cima do Monte Blueberry. Raposo é rápido e ágil, e construiu alguns veículos e aparelhos para ajudá-lo a roubar coisas. Apesar de roubar objetos de Dora, ela demonstra que quer ser amigo dela e sempre tenta ajudá-la assim como ela faz com os outros amigos dela. Da mesma forma, se Dora precisar da ajuda dele, ele irá ajudá-la da mesma maneira.
- Trio Party (Fiesta Trio) - Sempre que Dora e Botas são bem sucedidos em uma determinada parte de sua busca, o Trio Party aparece de aparentemente do nada para felicitar Dora e comemorando por um segundo com uma música. O Trio Party é um grupo de três animais de pequeno porte: um gafanhoto, um caracol, e um sapo.
- Mochila (Backpack) - Mochila roxa de Dora que oferece o que Dora precisa para completar suas missões. A mochila é uma mochila mágica conhecida por produzir itens enormes como escadas múltiplas, dois trajes espaciais completos (cada um para Dora e Botas) e outros itens que simplesmente não poderia caber dentro dela. Mochila parece ter um monte de espaço extra dentro de seu tecido a ser realizado em uma área tão pequena. Foi dada a Dora como um presente por sua mãe e pai. Para fazer a Mochila abrir Dora pede os telespectadores em casa para dizer "Mochila". A mochila em seguida canta uma música (muitas vezes cortadas nos episódios) e pede os telespectadores em casa para escolher o que Dora precisa entre o conteúdo da mochila. Depois de escolher o objeto todo o resto dos objetos volta para a Mochila que diz: "Nham, nham, nham, nham! Delicious!" ("Delicioso!")
- Mapa (Map) - O mapa é quem fornece orientação de viagens e conselhos. O mapa fica constantemente guardado em um bolso lateral na mochila e para fazer o Mapa sair Dora pede os telespectadores em casa para dizer "Mapa". O Mapa em seguida canta uma música (muitas vezes cortadas nos episódios) e mostra aos telespectadores 3 locais onde Dora terá que passar e em alguns episódios ele avisa se terá estrelas nas missões ou não. O mapa é praticamente mágico já que a cada episódio ele mostra lugares diferentes dos mostrados no episódio anterior. Possui um sobrinho chamado Pequeno Mapa que apareceu pela primeira vez na 7º Temporada.

### Secundários
- Isa - Isa é uma iguana 9 anos de idade e uma amiga muito próxima de Dora e Botas. Isa é uma jardineira habilidosa que gosta de fazer as plantas crescerem principalmente flores de todos os tipos. Às vezes suas habilidades para resolver problemas para seus amigos. Isa também parece ter um pouco de uma queda por Botas, pois eles se conheceram quase no mesmo dia que Dora. Ela trata bem tanto  Dora quanto Botas, mas igualmente Isa sempre cumprimenta Botas mais timidamente do que Dora.
- Tico - Tico é um esquilo amigo de Dora que vive na floresta e que fala inglês (na dublagem original: espanhol) e português. Ele usa um colete colorido listrado e geralmente é visto dirigindo seu pequeno carro amarelo. Ele tem a pele roxa, um corpo redondo e pequenos braços e pernas triangulares. A função de Tico no desenho é para ajudar Dora a ensinar as palavras e frases em inglês. Sempre que Dora vai alertar Tico sobre alguma coisa ela sempre pede que os telespectadores em casa para dizer juntamente com dela uma palavra em inglês. Em alguns episódios um personagem de língua inglesa diferente aparece no lugar de Tico (como Mr. Tucan).
- Benny - E um touro amigo de Dora, que mora em um celeiro, adora comer, e muitas vezes faz passeios em um balão de ar quente. Ele é azul com chifres um pouco amarelos, anda sobre as patas traseiras, é um pouco mais alto do que Dora e usa uma bandana azul com bolinhas brancas em volta do pescoço. Benny, por vezes, fornece Dora com algo que ela precisa em sua busca atual.
- Velho Duende Rabugento - Um duende amarelo, peludo e rabugento que vive debaixo de uma ponte da qual Dora e Botas atravessam na maioria de suas aventuras. Sempre que eles tentam passar pela ponte Rabugento aparece e lhes propõe um desafio para atravessarem-na. Mesmo sempre ranzinza e rabugento (como seu nome sugere) no fundo ele é um bom ser.
- Diego Marquez - Primo de Dora. Sua primeira aparição é a partir da terceira temporada. Mora no "Centro de Resgate de Animais" e vive salvando os animais dos perigos junto de sua irmã mais velha Alicia e o Bebê Onça. Além de falar inglês, Diego também tem o dom de falar com os animais (que nesta série são incompreensíveis, mas que em Go, Diego, Go! falam a língua humana). Ele também é o protagonista do spin-off Go, Diego, Go!.
- Mommy - Mãe de Dora. Trabalha como arqueóloga.
- Daddy - Pai de Dora.
- Grandma - Avó de Dora. Foi uma exploradora como a neta na sua infância e foi ela quem deu o bolso de estrelas para Dora ser uma caçadora de estrelas aventureiras.

### Outros
- Alicia/Deise - Primas de Dora.
- Blue - Trem azul.
- Red - Carro de bombeiro vermelho
- Guillermo e Isabella Marquez - Sãos irmãos mais novos de Dora, ele veste uma camisa azul e usa uma fralda branca e ela usa uma camisa rosa. Suas primeiras aparições foram no episódio Dora, a irmã mais velha.
- Pablo - Um menino. Sua primeira aparição é no episódio a Flauta de Pablo, também aparece nos episódios A professora de Música, A aventura com Pepe na escola e A Feira de Ciências da Escola.
- Mister Tucan - No original Señor Tucán. É um tucano de corpo e asas azuis,com garras e pescoço amarelo e o bico alaranjado.
- Puppy - No original Perrito. É o cãozinho de Dora, é marrom e possui uma coleira azul.
- Estrelas Aventureiras - São estrelas que aparecem em alguns episódios da 3ª e 4ª temporada. Ao longo do seu destino, Dora e Botas precisam pegar e colocar no bolso de estrelas na mochila. No final do episódio eles contam quantas estrelas pegaram.
- Mariana - É uma sereia, amiga de Dora que apareceu pela primeira vez no episódio Dora salva o Reino das Sereias.
- Petúnia - É a esposa do Velho Duende Rabugento.
- Bebê Passarinha Azul - Foi encontrado por Dora e Botas num arbusto no 2º episódio da 1º temporada ela estava perdida e com muito medo principalmente quando Raposo e o espantalho a assusta mas depois eles conseguem leva-lá para a pequena árvore azul.
- Green - O irmão mais velho de Diego, que foi para fora de casa quando Diego nasceu.

## Filme Live-Action
Em 23 de outubro de 2017, a Paramount Pictures anunciou uma adaptação live action chamada Dora and the Lost City of Gold. O filme foi lançado em 9 de agosto de 2019. É o primeiro filme a ser baseado em uma série do Nick Jr.